# 髙橋憲一 (防衛官僚)
髙橋 憲一（たかはし けんいち、1957年10月18日 - ）は、日本の防衛官僚。第33代防衛事務次官。兵庫県出身。

## 経歴
早稲田大学法学部卒業。大学在学中に国家上級甲種試験（法律）合格。1983年旧防衛庁入庁。1988年4月同庁教育訓練局教育課部員。1999年7月防衛施設庁広島防衛施設局施設部長。2005年8月防衛施設庁施設部施設企画課長、2006年内閣官房内閣参事官、2009年8月防衛省大臣官房審議官（国会業務、防衛法制担当）、2011年内閣府国際平和協力本部事務局次長、2013年7月外務省大臣官房付兼内閣府大臣官房審議官（科学技術・イノベーション担当）、2015年10月統合幕僚監部総括官、2016年7月防衛省整備計画局長、2017年7月同省官房長を経て、2018年8月3日防衛事務次官。2020年8月5日退職。
2020年8月7日、内閣官房副長官補兼国家安全保障局次長兼内閣サイバーセキュリティセンター長兼新型コロナウイルス感染症対策本部事務局長代理。
2023年7月28日、退官。